# 致茂電子
致茂電子股份有限公司（簡稱：致茂電子，英文:Chroma）成立於1984年，以自有品牌「Chroma」，是全球精密量測儀器及系統廠商之一，有精密電子量測儀器設備、自動化測試系統與製造資訊MES(智慧製造IMS)系統等相關整合與客製化測試解決方案。產品線跨足光電、顯示器、電腦、半導體、電子、太陽能等不同科技產業所需之量測儀器設備，在美國、歐洲、中國、日本、韓國及東南亞等地皆設有營業據點。
2022年併購美國ESS 公司(Environmental Stress Systems, Inc.) 。

## 相關連結
- 致茂電子 - 台灣 （页面存档备份，存于）
- 致茂集團 （页面存档备份，存于）